# Боеголовка
Боеголо́вка (боевая головка, боевая часть) — название составной части средства поражения (ракеты, бомбы или артиллерийского снаряда), предназначенная для поражения цели. Боеголовка — просторечное название боевой части (БЧ).
Конструктивно состоит из корпуса, заряда, взрывателя с механизмом подрыва, иногда включает устройства наведения. Как правило, размещается в головной части средства поражения, что и определяет её название. В качестве заряда может использоваться взрывчатое вещество, ядерный, зажигательный, химический заряд и другие.
Различают моноблочные и разделяющиеся (многозарядные) боевые части. На ракетах малой дальности и калибра используют моноблочные боевые части с одним зарядом, чаще всего не отделяющиеся от корпуса ракеты.
На большинстве баллистических и некоторых крылатых ракетах моноблочные боевые части (БЧ) отделяются от ракеты и наводятся на цель самостоятельно, что затрудняет их обнаружение и перехват.
У некоторых противолодочных и противокорабельных ракет боевые части представляют собой самонаводящуюся торпеду, запускающуюся после падения ракеты в районе цели. Такая схема позволяет доставлять торпеду на значительно большие расстояния, чем при выстреле из торпедного аппарата. Ряд ракет для поражения целей на большой площади оснащён кассетными боевыми частями.

## Классификация по типу поражающего воздействия

### Ударно-кинетическая БЧ
Ударно-кинетические боевые части — класс боевых частей, основной принцип которых основан на прямом попадании боеприпасов в цель, с последующим её разрушением. Предназначены для поражения защищенных бронированных целей (бронетехника, корабли), спутников и ядерных боеголовок баллистических ракет. Подобные боевые части делятся на:
- бронебойные;
- кинетического поражения.

#### Бронебойная БЧ
Бронебойная БЧ предназначена для поражения целей, защищенных бронёй. Пробитие брони в таких снарядах обеспечивается исключительно за счёт твёрдого корпуса или сердечника снаряда, и его высокой скорости. В зависимости от конструктивных особенностей такие снаряды могут быть калиберными и подкалиберными (последние — с отделяемым или с неотделяемым поддоном), остроголовые и тупоголовые, с баллистическими наконечниками или без них, бескаморными (сплошными) и каморными — с боевым зарядом в хвостовой части снаряда, обеспечивающего дополнительное к ударному заброневое действие (которое может быть осколочным, фугасным, зажигательным или их сочетанием).
Крайне близкими по конструкции к каморным бронебойным являются проникающие и бетонобойные БЧ, в которых прочный корпус предназначен для пробития преграды, а основное разрушающее действие оказывает заряд высокобризантного взрывчатого вещества в хвостовой части корпуса.
Подкалиберная БЧ не имеет заряда взрывчатого вещества, её бронебойное действие обусловлено кинетической энергией прочного снаряда высокой плотности. Обычно используются сердечники из вольфрама и обеднённого урана.
Примеры боеприпасов:
- подкалиберные снаряды (ОБПС) / «Манго» 3БМ-44 · «Свинец» 3БМ-48 · «Лекало» 3БМ-44; М829А1 · М829А2 · М829А3 ; DM-33 · DM-43 · DM-53;
- ракеты  MGM-166 LOSAT/KEM.

#### БЧ кинетического поражения
Боевая часть, предназначенная для поражения высокоскоростных целей типа баллистических ракет и спутников. Конструктивно представляет собой кинетический перехватчик с системой самонаведения и двигателями управления. Основным поражающим фактором является высокая кинетическая энергия перехватчика при прямом попадании (встречные скорости до 10 км/с). Кроме перехватчиков прямого попадания существуют боевые части зонтичного типа (как на ракете Пэтриот PAC-3). Принцип действия сходен с кинетическим перехватом, но используется боевая часть в виде скрепленных в одной точке прочных стержней (как спицы зонтика), с которой и происходит столкновение цели.
Примеры боеприпасов:
- противоракеты  Пэтриот PAC-3 · THAAD · RIM-161 SM-3 · GMD.

### Зажигательная БЧ
Зажигательные боевые части предназначены для поражения живой силы противника, уничтожения его вооружения и военной техники, запасов материальных средств, а также для создания пожаров в районах боевых действий за счёт сгорания заряда — зажигательной смеси. Поражающее воздействие — выделяемая тепловая энергия и ядовитые продукты сгорания.
Различают следующие составы зажигательных смесей:
- На основе нефтепродуктов (напалмов). Температура горения 1000—1200 °C.
- Металлизованные зажигательные смеси (пирогели) — из нефтепродуктов с добавками стружки магния или алюминия. Обладают повышенной температурой горения — 1600—1800 °C. В состав могут добавляться окислители и тогда для поддержания горения не требуется кислород из воздуха.
- Термиты и термитные составы. Состоят из металлических окислов, металлов и окислителя со связующим. Наиболее распространены железоалюминиевые термитные составы, с температурой горения около 3000 °C. Горят без доступа воздуха.
- Белый фосфор и пластифицированный белый фосфор. Температура горения 1200 °C. При горении выделяется едкий ядовитый дым.[1]

### Осколочная и осколочно-фугасная БЧ
Осколочная и осколочно-фугасная боевые части предназначены для поражения целей высокоскоростным потоком осколков, формируемым при подрыве заряда взрывчатого вещества. Осколки могут быть естественного и заданного дробления, а также состоять из готовых поражающих элементов (ГПЭ). Осколки движутся с высокой скоростью (в случае использования ГПЭ — около 2 км/с, к примеру, 2100 м/с для БЧ ЗРК «Найк-Геркулес»). Как видно из названия, в первом случае при подрыве оболочки заряда образуются осколки произвольной формы. Во втором случае используются оболочки с предварительной насечкой (подпилами) для формирования осколков заданной формы. Первый и второй вариант свойственны для снарядов и бомб. При использовании ГПЭ осколки изготавливаются предварительно (как правило, из высокопрочных металлов) и помещаются в заряд. Осколки этого вида, как правило, применяются в составе боевых частей ракет.
Осколочно-фугасная боевая часть совмещает в себе два поражающих воздействия — осколочное и фугасное. Так как в осколочных частях для подрыва всегда используется взрывчатое вещество, любая осколочная БЧ обладает фугасным воздействием и может считаться осколочно-фугасной. Строгой общепринятой методики деления на осколочные и осколочно-фугасные боевые части нет. Одни и те же боевые части в различных источниках могут называться как осколочными, так и осколочно-фугасными. Как правило, все они называются осколочно-фугасными боевыми частями.
Являются одним из самых распространённых типов боевых частей. Применяются для поражения практически всех видов целей, кроме подводных, подземных и сильно бронированных целей.
Недостатки:
- невозможность применения против подводных, подземных и сильно бронированных целей,
- в силу относительно небольшой скорости осколков — недостаточная эффективность при использовании против высокоскоростных целей типа гиперзвуковых крылатых и баллистических ракет.

Примеры боеприпасов:
- ракеты В-В:  Р-37, Р-98, Р-4, Р-23, Р-40;
- ракеты П-В:  9К317 «Бук-М2»

#### Осколочно-фугасная БЧ с круговым полем разлёта осколков
Для увеличения плотности формируемого поля осколков была разработана схема осколочной части с круговым полем разлёта осколков. Конструктивно БЧ представляет собой оболочку с вогнутой образующей, на которой размещены ГПЭ и внутренним зарядом взрывчатого вещества. Подрыв взрывчатого вещества осуществляется детонаторами, размещёнными на торцах заряда, либо несколькими осевыми детонаторами. В результате подрыва образуется поле осколков типа «режущий диск». Этот тип БЧ является наиболее распространённым для ракет В-В и В-П, поскольку имеет высокий коэффициент использования энергии ВВ и обеспечивает поражение цели при любой стороне промаха. Как правило, масса БЧ не превышает 10 % массы ракеты.
В зависимости от угла разлета осколков различают узкие и широкие поля (для формирования широкого поля разлёта осколков используются оболочки цилиндрической или бочкообразной формы).
Преимущества:
- бо́́льшая плотность осколков по сравнению с обычными осколочными БЧ.

Недостатки:
- создаваемой плотности осколков недостаточно для эффективного поражения малоразмерных целей типа баллистических и крылатых ракет[3].

#### Осколочно-фугасная БЧ с осевым полем разлёта осколков
Боевая часть данного типа сконструирована таким образом, что при подрыве формируется поле осколков, направленное вперёд, по ходу движения средства поражения.
Преимущества:
- высокая скорость встречи ГПЭ и цели (при использовании против летательных аппаратов на встречных курсах скорости цели и ГПЭ суммируются),
- высокая плотность сформированного поля осколков.

Недостатки:
- необходимость высокой точности наведения на цель (малоэффективны против маневрирующих целей),
- ограничение по углам встречи с целью (фактически, только «лоб в лоб»),
- необходимость расположения БЧ в головной части боеприпаса или сброса головных отсеков перед подрывом[3].

#### Осколочно-фугасная БЧ с направленным полем разлёта осколков
Разновидность осколочной части, в которой для увеличения плотности поля осколков основную массу осколков пытаются направить в выбранную сторону (как правило в плоскости, нормальной к траектории). Это достигается с помощью следующих способов:
- поворот снаряда перед подрывом БЧ вокруг продольной оси в сторону цели;
- поворот перед подрывом БЧ вокруг продольной оси;
- многоточечное скользящее инициирование;
- взрывное деформирование БЧ перед подрывом;
- раскрытие сегментированной БЧ в сторону цели.

В первых двух вариантах БЧ уже имеет направленное поле разлёта осколков. Перед подрывом направление разлёта осколков БЧ ориентируется в сторону цели. В первом случае поворачивается сам снаряд. Во втором — снаряд остаётся в том же положении, а поворачивается сама БЧ. Недостатками этих способов являются усложнение конструкции и небольшое быстродействие, поскольку невозможно обеспечить мгновенный поворот.
При многоточечном инициировании в заряде взрывчатого вещества радиально располагаются несколько детонаторов. Подрывается детонатор, наиболее удалённый от цели. Этот способ имеет наибольшее быстродействие, но обладает существенным недостатком — небольшим перераспределением потока осколков.
В случае БЧ с взрывным деформированием ГПЭ помещены в оболочку из резины или пластичной стали. По образующим оболочки расположены деформирующие удлинённые заряды малой мощности. После получения направления на цель производится подрыв деформирующего заряда, ближайшего к цели, а затем производится подрыв основного заряда с формированием направленного потока осколков.
В случае раскрывающейся сегментированной боевой части цилиндрический заряд разбит на несколько сегментов, как правило четыре квадранта. В момент подрыва они раскрываются в сторону цели и затем подрываются. Недостатком является малое быстродействие, ограниченное временем на раскрытие БЧ. Из-за этого подобная конструкция не получила распространения.

#### Стержневая БЧ
Стержневая БЧ предназначена для поражения летательных аппаратов. Поражающим элементом являются стержни квадратного или круглого сечения. Стержни могут быть не связаны друг с другом, либо соединены (сварены) попеременно верхними или нижними концами. При подрыве они разлетаются в стороны от направления полёта ракеты или снаряда, образуя при связанных стержнях сплошное кольцо, а при не связанных — прерывистое с перекрытием. Стержни «прорезают» обшивку и силовой набор летательного аппарата, приводя к разрушению его конструкции.
Преимущества:
- компактность по сравнению с осколочными или осколочно-фугасными головными частями,
- мгновенное разрушение цели в воздухе.

Недостатки:
- невысокая скорость расширения кольца (при её увеличении кольцо может быть преждевременно разрушено),
- небольшой радиус поражения (ограничен радиусом раскрытия стержневого кольца),
- недостаточная режущая способность стержней против действия некоторых прочных целей[3].

Примеры боеприпасов:
- ракеты В-В:  Р-27, Р-60, Р-73;  AIM-7C/E/F, AIM-9D/G/H;
- ракеты П-В:  «Стрела-10» (ракеты 9М37 и 9М333), ЗРК Кортик (ракета 9М311К);  RIM-24 Tartar, RIM-66A Standard-1MR, RIM-67A Standard-1ER.

### Фугасная БЧ
Фугасная боевая часть представляет собой тонкостенную оболочку, с содержащимся внутри взрывчатым веществом. Поражающие воздействие обусловлено фугасным и бризантным воздействием — разрушительной силой газов взрывного заряда и возникающей при взрыве ударной волной. Как правило, применяются для поражения живой силы противника и слабозащищённых целей. Радиус поражения сравнительно невелик (для бомбы ФАБ-500 с зарядом ВВ массой 223 кг радиус сплошного поражения 40 метров). Чаще всего данный вид боевой части применяется в авиабомбах.
При подрыве в воде фугасной БЧ образуется ударная волна огромной разрушительной силы. Поэтому данный вид боевой части стал основным в торпедах, морских минах и глубинных бомбах.
Примеры боеприпасов:
- бомбы  ФАБ-50 · ФАБ-100 · ФАБ-250 · ФАБ-500 · ФАБ-1500 · ФАБ-5000  Мк.81 · Мк.82 · Мк.83 · Мк.84;
- торпеды  УСЭТ-80 · УГСТ  Mark-48.

### Кумулятивная БЧ
Боевая часть, основное поражающее действие которой основано на кумулятивном эффекте. При взрыве формируется струя металла, которая со сверхзвуковой скоростью (для металла) направляется в сторону цели. Применяется для поражения защищённых бронёй или бетоном целей (танки, доты). Кумулятивная струя, продавливая преграду, проникает внутрь и своими осколками, а также осколками облицовки или отколотыми кусками брони поражает экипаж и не забронированные элементы — топливопроводы, баки, боекомплект.
Преимущества:
- позволяет при малом весе боевой части пробивать большую толщину преграды

Недостатки:
- поражающее действие кумулятивной струи сильно зависит от угла встречи боеприпасов с целью (при углах встречи отличающихся больше чем на 30 градусов от нормали возможно отражение струи от преграды);
- при образовании струи не допускается вращение боеприпасов вокруг оси;
- при промахе конуса вторичных осколков и обломков струи мимо критических элементов, иного вреда не наносит.

Примеры боеприпасов:
- ПТРК:  «Малютка» · «Фаланга»  BGM-71 TOW;
- В-П:  Maverick AGM-65A/B/D.

### Тандемная кумулятивная БЧ
Кумулятивная боевая часть явилась очень эффективным средством поражения бронированной техники. Однако, во-первых, у неё был один существенный недостаток. Бронепробиваемость существенно зависела от длины формируемой струи металла. А та, в свою очередь, от диаметра заряда. Практически величины бронепробиваемости лежат в пределах 1,5—4 диаметра заряда. Поэтому бронепробиваемость одним кумулятивным зарядом как правило не превышает 500—600 мм брони. Во-вторых, сразу начались поиски защиты от кумулятивных зарядов. Основными способами защиты стали комбинированное бронирование и динамическая защита. В первом случае броня представляет собой две броневых плиты с расположенным внутри жаропрочным материалом. Происходит инициирование кумулятивной струи на большем расстоянии от основной брони, и струя гасится при столкновении с верхними слоями. Тем самым как бы увеличивается эффективная толщина брони (свыше 500 мм). Основной принцип динамической защиты — разрушение кумулятивной струи выстреливаемой металлической пластиной. Поэтому для противодействия такой защите и увеличения бронепробиваемости была придумана тандемная кумулятивная часть. Фактически это две расположенные друг за другом обычные кумулятивные боевые части. Происходит последовательное формирование двух кумулятивных струй. Тем самым увеличивается бронепробиваемость. Уменьшается необходимый диаметр заряда и сводятся на нет усилия по пассивному увеличению толщины брони (бронепробиваемость тандемной боевой части достигает 1200—1500 мм). В случае динамической защиты происходит разрушение и ослабление первой кумулятивной струи, а вторая не теряет своей разрушающей способности.
Примеры боеприпасов:
- Рефлекс · 9М120 Атака-В  BGM-71D/F TOW-2 · AGM-114F/K/L Hellfire.

### Ядерная БЧ
Под ядерной боевой частью понимают боевую часть с ядерным зарядом (в отечественной терминологии — специальная боевая часть (спецБЧ)). При этом под этим термином подразумевают заряды всех типов: ядерный (с использованием урана и плутония), термоядерный и их производные (нейтронный, рентгеновский заряд). Основными поражающими воздействиями ядерных боезарядов являются ударная волна, световое излучение, проникающая радиация, электромагнитный импульс и радиоактивное заражение. Обладают самым мощным разрушающим воздействием и являются оружием массового уничтожения. Огромным недостатком является радиоактивное заражение. Поэтому ядерное оружие на сегодняшний день рассматривается в рамках доктрины ядерного сдерживания.
Могут применяться против целей различных видов, поэтому разрабатывались для ракет различных классов (В США и России ракеты наземного старта средней дальности в настоящее время не стоят на вооружении), авиабомб, артиллерийских снарядов и диверсионных мин. В силу вышеозначенных причин на сегодняшний день применение ограничено стратегическими ядерными силами (боеголовки малой или изменяемой мощности могут применяться и против тактических целей). Боеголовки МБР/БРПЛ имеют скорость до первой космической (около 6,8 км/с) в космосе, траектория баллистическая, но при входе в плотные слои атмосферы такие объекты значительно тормозятся и на высотах 10—20 км падают со скоростью около 300 м/с
Ввиду огромной разрушительной силы, ядерные боеприпасы применяются только по приказу высшего руководства страны. Поэтому, в большинстве случаев, активирование заряда представляет собой достаточно сложную процедуру — к примеру, на авиационных носителях (самолётах) установлено кодоблокировочное устройство (КБУ), и перед сбросом (отцепкой) боеприпаса необходимо ввести заданный цифровой код.
Примеры боеприпасов:
- МБР  УР-100Н · МР УР-100 · Р-36М · РТ-23 УТТХ;  РС-24 · РС-26 · РС-28;  LGM-25C Titan II · LGM-30G Minuteman-III · LGM-118A Peacekeeper (MX);
- БРПЛ  Р-39 · Р-29РМ;  Р-29РМУ2 · Р-30 Булава;  UGM73A Посейдон C3 · UGM-96A Трайдент I С4 · UGM-133A Трайдент II D5;
- КР  AGM-69 SRAM · AGM-86 ALCM · RGM/UGM-109A Tomahawk · AGM-129 ACM  Х-22, Х-55;
- Тактические БР  PGM-11 Redstone · MGM-18 Lacrosse · MGM-29 Sergeant · MGM-31A Pershing IA· MGM-52 Lance;
- В-В, П-В и П-П  RIM-8 Talos · CIM-10 Bomarc · MIM-14 Nike-Hercules · AIM-26 Falcon · UUM-44 Subroc · AGM-48 Skybolt · LIM-49 Nike Zeus/Spartan · AGM-62 Walleye.

### Объёмного взрыва (термобарическая БЧ)
Обладает одним из самых разрушительных воздействий из числа неядерных БЧ. Основное поражающее воздействие возникает при образовании ударной волны от подрыва предварительного сформированного аэрозольного облака (аналогично взрыву бытового газа). Сила возникающей ударной волны в 5—8 раз превышает таковую у обычной взрывчатки.
Основная схема работы проста. Средство поражения спускается на парашюте. На высоте порядка 10 метров с помощью вышибного заряда производится распыление жидкого ВВ. Затем с помощью детонатора происходит подрыв сформированной топливо-воздушной смеси.
Несмотря на колоссальные преимущества, данные БЧ обладают рядом существенных недостатков:
- из-за ограничений по времени и условиям срабатывания плохо применим по скоростным целям (движущиеся автомобили и бронетехника, летательные аппараты);
- ограниченность поражающего воздействия ударной волны по сильно защищённым целям (как и фугасная БЧ, применяется, в основном, для поражения живой силы и слабо защищённых целей);
- слабое бризантное воздействие — так как при взрыве происходит не детонация, а горение, объекты не разрушаются, а «отбрасываются»;
- для горения необходим внешний окислитель — воздух. Поэтому использование боеприпасов объёмного взрыва невозможно в воде, безвоздушном пространстве и в грунте;
- подвержен сильному влиянию погодных факторов. При дожде и сильном ветре топливо-воздушное облако рассеивается, что уменьшает силу взрыва;
- в силу специфичности конструкции невозможно и нецелесообразно создание боеприпасов объёмного взрыва малых калибров.[1]

### Кассетная боевая часть
Эта боевая часть представляет собой контейнер, снаряжённый более мелкими боеприпасами (так называемые суббоеприпасы) различных типов (в основном, осколочные). Масса одного суббоеприпаса, как правило, не превышает 10 кг. Из кассеты они разбрасываются вышибным или разрывным зарядом, воспламеняемым (детонируемым) дистанционным взрывателем на определённой высоте над целью, в несбрасываемой бомбовой кассете — отстреливаются пиропатроном.
Примеры боеприпасов:
- П-П  Точка · Искандер  MGM-52 «Ланс»;
- В-П  AGM-12E Bullpup.

### Химическая боевая часть
Химическая БЧ содержит в качестве заряда отравляющее вещество. Основное воздействие основано на поражающих факторах химического оружия, воздействующих на живую силу и природное окружение.

### Комбинированные

#### Фугасно-кумулятивная БЧ
Боевая часть, совмещающая в себе два типа поражающего воздействия — фугасное и кумулятивное. Заряд такого типа применяется на противокорабельных ракетах, предназначенных для поражения двух типов целей — кораблей и площадных. Большая масса боевой части (500—1000кг) обеспечивает хорошее поражающее фугасное воздействие.
Примеры боеприпасов:
- В-П  КС-10С · Х-15С · Х-22;
- П-П  П-15 · П-6 · П-35 · П-70.

#### Осколочно-кумулятивная БЧ
Сочетает в себе два воздействия — осколочное и кумулятивное. Бывают нескольких типов. К первому типу относятся заряды с кумулятивными выемками для формирования ударных ядер — мультикумулятивные БЧ. Конструктивно представляют собой цилиндр с выемками на боковой поверхности. Применяются, как и осколочные боевые части, для поражения живой силы, лёгкой бронетехники и летательных аппаратов. Ко второму типу относятся комбинированные БЧ, имеющие два варианта подрыва — для формирования кумулятивной струи или осколочного воздействия. Конструкция боевой части представляет собой заряд взрывчатого вещества в виде цилиндра с конической облицованной выемкой на одном из торцов. На другом торце расположен детонатор. Внутри заряда расположен ещё один детонатор и ГПЭ. При подрыве торцевого детонатора получается кумулятивная боевая часть. При подрыве центрального детонатора и разлете ГПЭ эффект получается как от осколочно-фугасной БЧ. Применяются в том случае, если необходимо поражение двух типов целей — бронетехники и летательных аппаратов. Существуют варианты с одновременным срабатыванием кумулятивного и осколочного боеприпаса. Этот вариант применяется, в основном, для неуправляемых боеприпасов (НУР, суббоеприпасы снарядов и ракет с кассетной боевой частью).
Примеры боеприпасов:
- мультикумулятивные  ПЗРК Стрела 2[10] / ракета ЗРК «Роланд»
- два варианта подрыва  НУРС С-8 · ПТРК 9К121 «Вихрь»  снаряд М712 Копперхед  ракета комплекса ADATS

#### Проникающая БЧ
Вид боевых частей, которые предназначены для подрыва целей защищенных бронёй, бетоном или слоем грунта. Конструктивно представляют собой прочный корпус, с размещённым внутри зарядом (фугасным или осколочно-фугасным). При столкновении с преградой благодаря прочному корпусу заряд пробивает преграду и взрывается за ней. Основными целями являются корабли и углубленные бункеры и бомбоубежища. В зависимости от типа целей различают следующие типы боевых частей:
- Полубронебойная БЧ — предназначена для поражения кораблей;
- БЧ — пенетратор — предназначена для поражения бункеров;
- бетонобойная бомба (БЕТАБ) — парашютная свободнопадающая (неуправляемая) бомба с реактивным ускорителем на конечном этапе траектории, предназначена для эффективного разрушения бетонных ВПП и железобетонных укрытий.

Примеры боеприпасов:
- Полубронебойная БЧ: ПКР  3М-80 «Москит» · П-500 Базальт · П-700 Гранит · П-1000 Вулкан  A/U/RGM-84A/B/C/D · BGM-109C Томагавк  ММ-38/SM-39/АМ-39/ММ-40;
- БЧ — пенетратор: УАБ GBU-28 · GBU-37; BLU-107/B (вариант французской а/б Дюрандаль); КР AGM-86D (CALCM Block II).

## Классификация головных частей баллистических ракет
Баллистическая ракета является средством доставки к цели боевых частей различных типов — ядерного, кассетного, осколочно-фугасного, химического или биологического. Эти боевые части размещаются в головной части ракеты.

Термин «головная часть» означает ту часть полезной нагрузки последней ступени, которая содержит боеголовку или боеголовки и может, в зависимости от конструкции, включать платформу боеголовки или боеголовок, средства преодоления обороны и обтекатель.— Приложение к Договору о сокращении стратегических наступательных вооружений
В зависимости от количества доставляемых боевых частей и способа их состыковки с ракетой, различают следующие головные части:

### Неотделяемая головная часть
На первых одноступенчатых баллистических ракетах (ФАУ-2 и её подобия) головная часть не отделялась от ракеты. Поэтому на цель вместе с БЧ падала и сама ракета. Эта схема в силу простоты конструкции часто применяется на современных баллистических ракетах малой дальности.
Преимущества:
- простота конструкции;
- наличие на ракете аэродинамических рулей позволяет на конечном участке осуществлять управляемый полёт.

Недостатки:
- на атмосферном участке ракета подвержена сносу. Из-за этого уменьшается точность попадания либо возникает необходимость управлять полётом ракеты на конечном участке траектории;
- при наличии ПРО большой корпус ракеты представляет собой удобную мишень.

Примеры боеприпасов:
- Фау-2;
- Р-11 Скад · Точка · Искандер.

### Отделяемая головная часть
Как видно из названия, головная часть этого типа отделяется от ракеты в конце активного участка. Отделение происходит с помощью пироболтов или специальных удлинённых взрывных зарядов. В состав головной части входят система управления и наведения и боевая часть в виде так называемого боевого блока.

#### Боевой блок
Боевой блок (ББ) — это отделяемый в полёте составной элемент головной части баллистической ракеты, предназначен для доставки боевой части (БЧ) к цели. Состоит из корпуса, БЧ и систем, обеспечивающих функционирование боевого блока при пуске ракеты, во время полёта в составе головной части и после отделения от неё при автономном полёте и подрыв БЧ в заданной точке траектории.
В боевых блоках головных частей стратегических ракет, как правило, используется боевая часть с термоядерным зарядом. Корпус боевого блока определяет его аэродинамическую форму и предназначен для размещения и защиты от внешних воздействий в ходе хранения и боевого применения боевого блока; состоит из силовой конструкции, теплозащитного (как правило абляционного) или многофункционального покрытия, а также устройств, обеспечивающих требуемый состав газовой среды в корпусе боевого блока. Силовая конструкция боевого блока воспринимает основную часть механических нагрузок, действующих на него при наземной эксплуатации и боевом применении; состоит из силовой оболочки, шпангоутов и других подкрепляющих элементов, днища и др.
Классифицируются боевые блоки по типу боевой части (ядерного, обычного и других видов снаряжения), по управляемости при автономном полёте (неуправляемые и управляемые ББ). Также, выделяют специальные боевые блоки — предназначенные для решения специальных задач, например:
- проникающий ББ;
- ББ, предназначенный для поражения РЛС системы ПРО (наводимый на РЛС по её излучению);
- ББ с повышенной стойкостью к действию средств поражения;
- ББ космического базирования.

#### Управляемый боевой блок
В ряде случаев для повышения точности и при необходимости преодоления ПРО делают управляемые боевые блоки. На конечном (как правило, уже атмосферном) участке полёта такой боевой блок способен маневрировать, отклоняясь от баллистической траектории. Для возможности осуществления манёвра боевой блок дополнительно комплектуется органами управления и собственной системой управления. Отклонение боевого блока осуществляется за счёт применения двигателей поперечного управления или средств аэродинамического управления — рулей, биконического корпуса, способного сгибаться и т. п. Для повышения точности в управляемом боевом блоке может применяться система самонаведения. Большого развития такие боевые блоки не получили, так как их производство и разработка были остановлены в связи со вступлением в силу договоров по ограничению вооружений, прекращению Холодной войны и распадом СССР. В связи с возобновлением в США работ по ПРО, официальные лица РФ заявили о проведении работ по этому направлению. В частности, заявлялось, что такими боевыми блоками будут оснащены ракеты Булава и РС-24.
- МБР  РС-24 · РС-26 · РС-28;[источник не указан 2855 дней]
- БРПЛ  РСМ-56.[источник не указан 2855 дней]

- Боевой блок Мк 6 ракеты LGM-25C Titan II
- Обгоревший после прохождения плотных слоёв атмосферы прототип боевого блока американской МБР
- Боеголовка W85 управляемого боевого блока ракеты Першинг 2 (снята головная часть с системой радиолокационного наведения по картам местности)

## Классификация отделяемых головных частей баллистических ракет

### Моноблочная головная часть
Моноблочной называется отделяемая головная часть, оснащаемая только одним боевым блоком. Исторически первые стратегические ракеты были с моноблочными головными частями. Связано это было в первую очередь с несовершенством техники. Низкая точность ракет (параметр, характеризующий промах, — КВО — составлял несколько километров) приводил к необходимости использования ядерного боезаряда большой мощности. Учитывая несовершенство уже самой конструкции боезаряда получался боевой блок больших размеров и массы (до 2—3 тонн). Поэтому больше одного боевого блока на ракету поместить было сложно.
Примеры боеприпасов:
- МБР  Р-7 · УР-100 · Р-36 ; HGM-16 Atlas · HGM-25A Titan I · LGM-25C Titan II · LGM-30A Minuteman-I · LGM-30F Minuteman-II;
- БРПЛ  Р-21 · Р-27 · Р-29; UGM27A Поларис A1 · UGM27B Поларис A2.

### Разделяющаяся головная часть (РГЧ)
Очень быстро прогресс в системах управления (ИНС) и ядерных боезарядов привёл к тому, что КВО (а соответственно и мощность заряда) уменьшился. Также более компактными стали конструкции самих боевых блоков. В итоге, масса боевого блока мощностью 200—500Кт стала порядка 300—500 кг. Как только появилась возможность, сразу же начались прорабатываться варианты размещения нескольких боевых блоков на одной ракете.

#### РГЧ рассеивающего типа
Здесь конструкторы сразу же столкнулись с технической трудностью. Для того, чтобы боевые блоки не падали в одну точку, каждый из них нужно вывести на соответствующую траекторию. Самым простым техническим решением стала РГЧ рассеивающего типа. В ней боевые блоки расталкивались боевой ступенью при отстреле в разные стороны с определённой скоростью. Система управления могла обеспечить в таком случае точное наведение только одного блока, или их «центра». И блоки при этом разводились на сравнительно небольшое расстояние. Поэтому это решение было временным и применялось недолго.
Примеры боеприпасов:
- МБР  Р-36П;
- БРПЛ  Р-27У;  UGM27C Поларис A3.

#### РГЧ с блоками индивидуального наведения (РГЧ ИН)
Основные усилия конструкторов были направлены на создание разделяемых головных частей с блоками индивидуального наведения (РГЧ ИН). При этой схеме в конструкции ракеты применялась специальная ступень разведения. Она состояла из системы управления и наведения и оснащалась собственными маршевыми и рулевыми двигателями. Основная задача ступени разведения — выведение боевых блоков на свои траектории. Самым простым вариантом разведения является ситуация, когда все цели блоков лежат на одной прямой и тогда им просто нужно придать разную скорость. После отделения последней маршевой ступени баллистической ракеты ступень разведения, маневрируя, выходит на траекторию первого боевого блока и производит его отделение. Затем производит манёвр, разгон, ориентацию и отстрел второго блока. Такая операция повторяется для всех боевых блоков.
Количество боевых блоков, размещаемых в составе РГЧ ИН, ограничено, в основном, максимальной полезной нагрузкой ракеты и временем работы ступени разведения. Ракета с РГЧ ИН может нести и всего один боевой блок (в таком варианте сейчас стоят на дежурстве американские LGM-30G Minuteman-III). Наибольшее количество боевых блоков может нести американская БРПЛ UGM-133A Трайдент II D5 — 14 шт W76/Mk4. Во время холодной войны наилучшим считалось размещение 10 боевых блоков на одной ракете. В настоящее время в результате договоров по разоружению количество боевых блоков на сухопутных БР ограничено одним боевым блоком, а для БРПЛ — восемью. В действительности с учётом ограничения общего количества боезарядов на БРПЛ сейчас стоит в среднем около четырёх боевых блоков на одной ракете.
Примеры боеприпасов:
- МБР  УР-100Н · МР УР-100 · Р-36М · РТ-23 УТТХ;  РС-24 · РС-26 · РС-28;  LGM-30G Minuteman-III · LGM-118A Peacekeeper (MX);
- БРПЛ  Р-39 · Р-29РМ · Р-29РМУ2 · Р-30 Булава;  UGM73A Посейдон C3 · UGM-96A Трайдент I С4 · UGM-133A Трайдент II D5.